# カジノキ
カジノキ（梶の木、学名: Broussonetia papyrifera）は、クワ科コウゾ属の落葉高木。単にカジ（梶）またはコウ（構）ともよばれる。枝の繊維は和紙の原料として用いられる。

## 名称
和名「カジノキ」は、コウゾが古くは「カゾ」といい、本種はそれが転訛した名だといわれている。中国名は「構樹」。
古い時代においてはヒメコウゾとの区別が余り認識されておらず、現在のコウゾはヒメコウゾとカジノキの雑種といわれている。また、江戸時代に日本を訪れたフィリップ・フランツ・フォン・シーボルトもこの両者を混同してヨーロッパに報告したために今日のヒメコウゾの学名が「Broussonetia kazinoki」となってしまっている。

## 分布・生育地
原産地は不明であるが、日本、中国、台湾、ポリネシアに分布し、日本国内では中部地方南部以西の本州、四国、九州、沖縄に分布する。
山野に自生するが、日本には古くから栽培されていたものが野生化したものとみられており、野鳥の糞から芽生えた若木がよく目立つ。自然分布以外でも、人の手によって植栽されて庭や公園に植えられているものも見られる。ポリネシアへの植民者と一緒に、台湾から太平洋の島々にも渡ったとされ、湿潤な火山性土壌との相性も良く、成長速度も早いと言われる。

## 特徴
落葉広葉樹の高木で、樹高はあまり高くならず、10 - 12メートル (m) ほどになる。樹皮は灰褐色で黄褐色の皮目があり、若木には褐色のまだら模様が入り、縦に短く裂けて浅い筋が入る。一年枝はうぶ毛が多く生えるか、まばらに生えている。葉は大きく、楕円形から広卵形で若木では浅く3 - 5裂し、表面に毛が一面に生えてざらつく。左右どちらかしか裂けない葉も存在し、同じ株でも葉の変異は多い。葉柄は長く、2 - 10センチメートル (cm) ほどある。
開花時期は5 - 6月。雌雄異株。雄花序は長さ4 - 8 cmの穂状に下垂し、淡緑色。雌花序は直径2 cmほどの球状につき、紅紫色の花柱がのびている。果期は9月。果実は直径2 - 3 cmほどの集合果で、秋に赤く熟して食用になる。
冬芽は互生し、三角形で毛が多く生え、暗褐色をしている2枚の芽鱗に包まれている。冬芽の下にある葉痕はやや大き目の心形や半円形で、維管束痕は多数輪状に並ぶ。葉痕の肩の部分に托葉痕があり、しばしば托葉が残っていることもある。

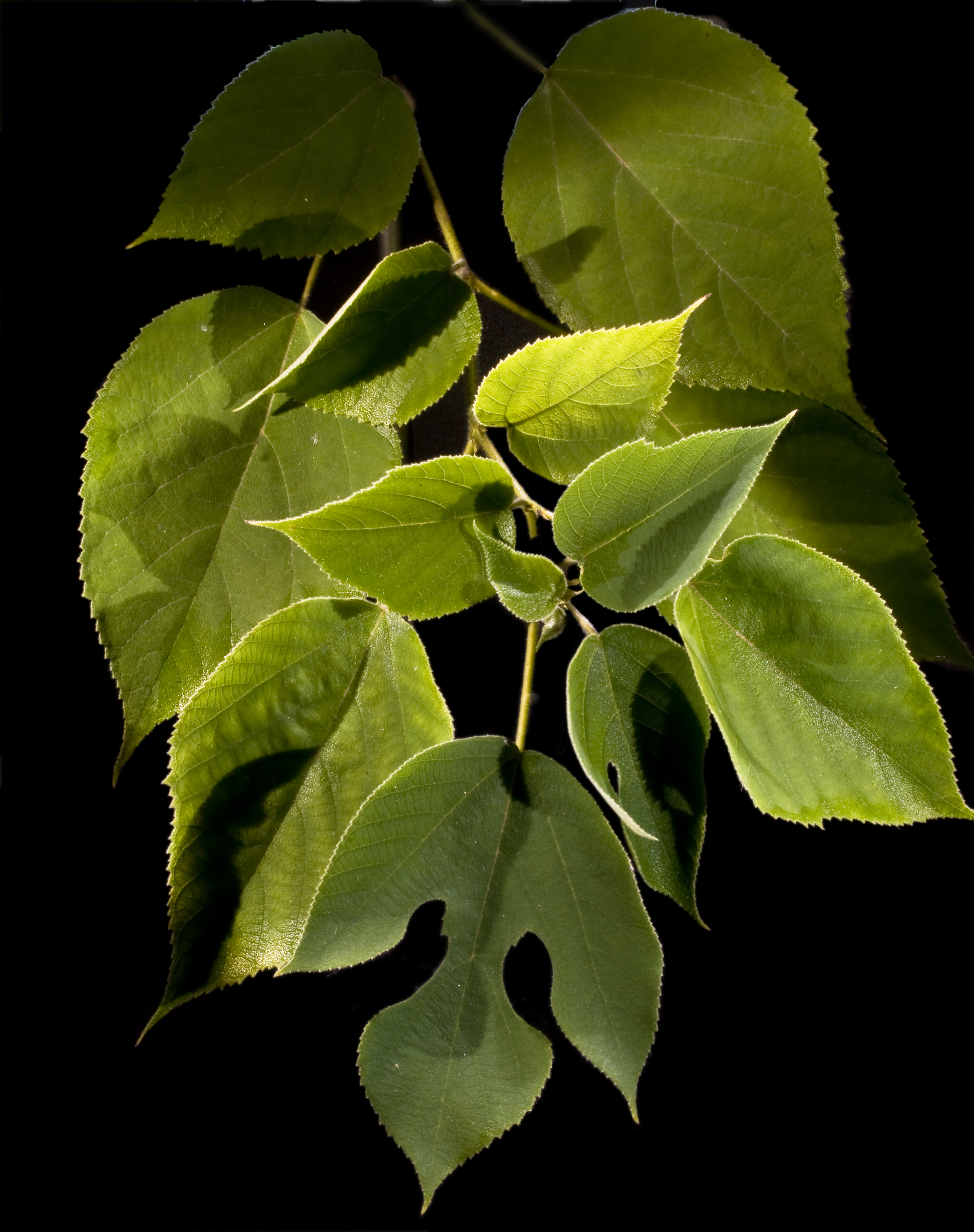
葉。若木では3 - 5裂する。
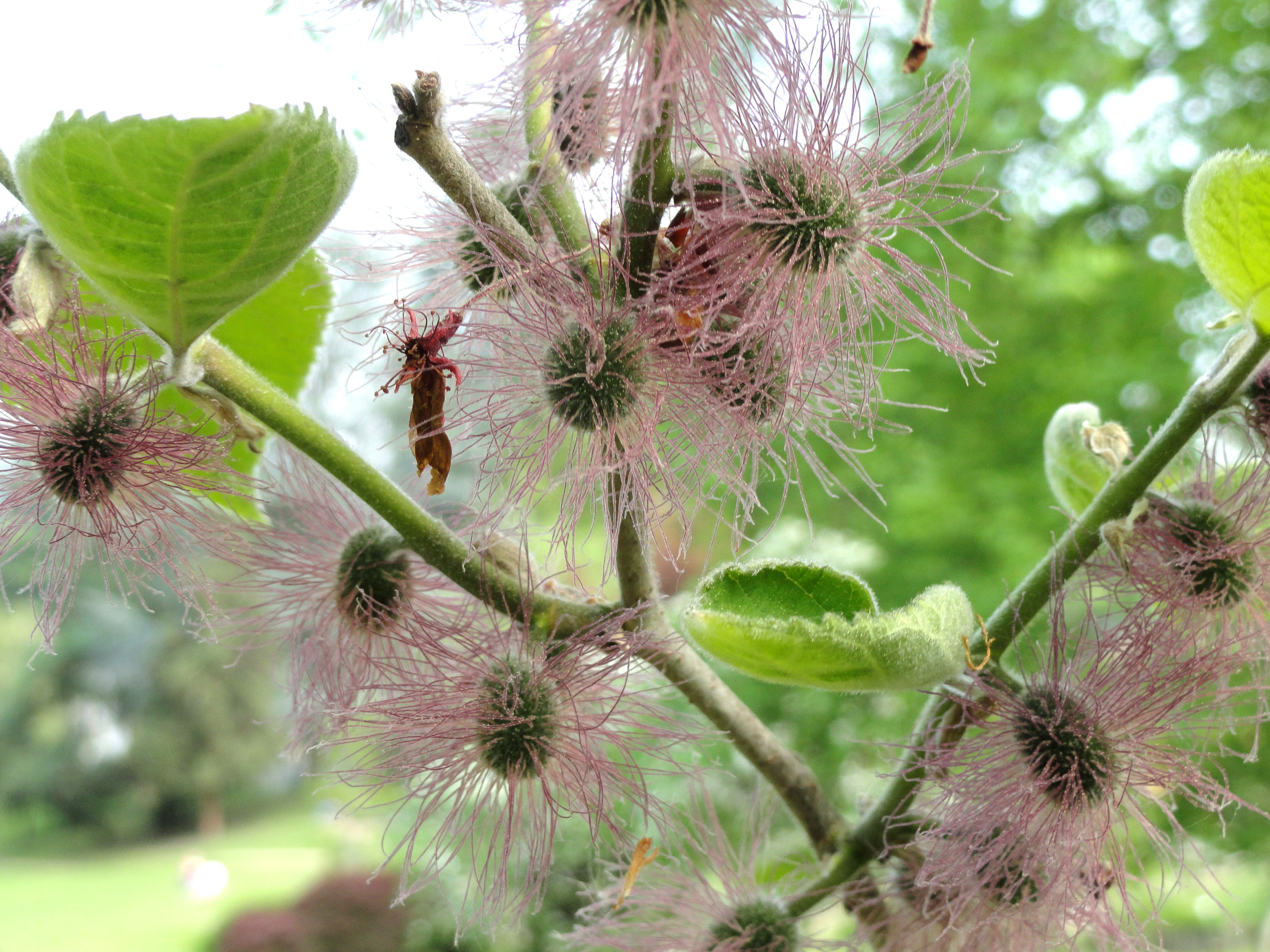
雌花序。紅紫色の花柱が伸びる。
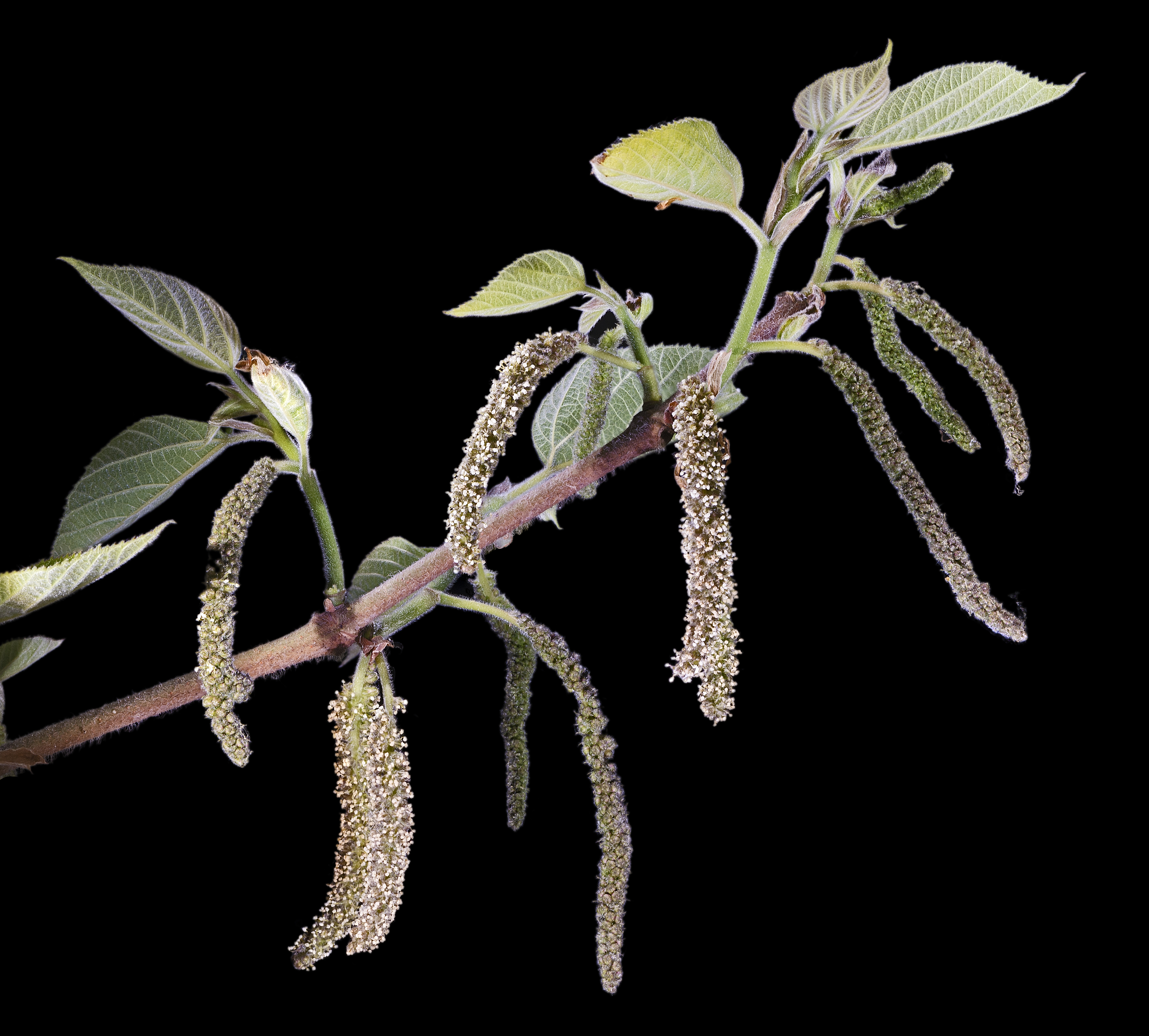
雄花序。淡緑色で穂状に垂れる。
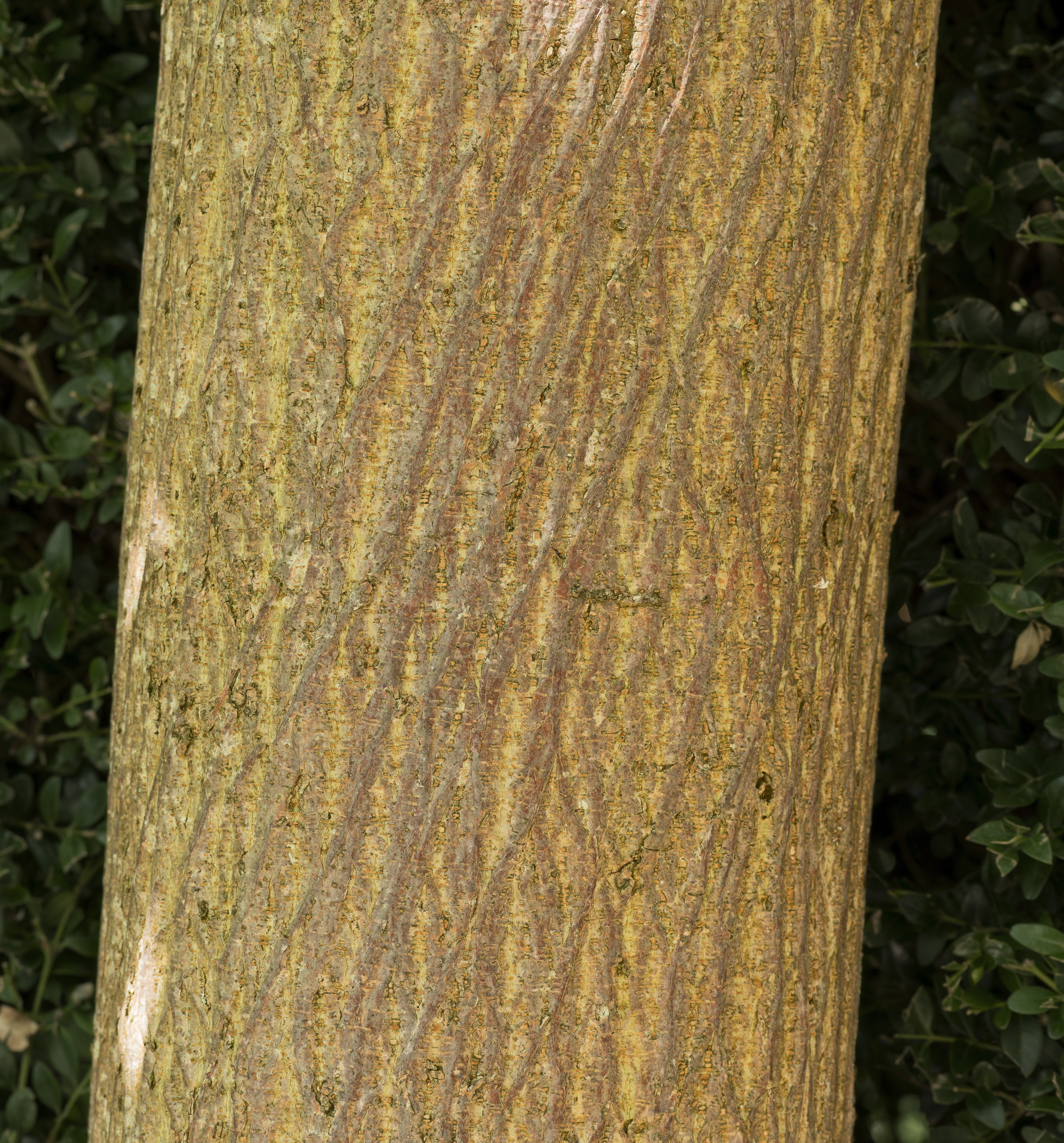
樹皮

## 用途
古墳時代には栲樹（たくのき）と呼ばれて木皮から木綿を作っており、栲樹が豊富だった豊国（大分県）の「柚富」（ゆふ）の地名はこれに由来する。
古代から神に捧げる神木として尊ばれていた為、神社の境内などに多く植えられ、主として神事に用い供え物の敷物に使われた。
樹皮は繊維が強く、日本人はコウゾと同様に和紙の繊維原料とした。中国の伝統紙である画仙紙（宣紙）は主にカジノキを用いる。
内樹皮から採れる繊維を、ポリネシア人はタパ（tapa）という樹皮布の原料として利用している。トンガではカジノキの樹皮布をつくるのに、カジノキの樹皮を剥いで水で洗ってから表面をそぎとって内樹皮だけにし、これを叩いて3倍ほどに伸ばして何枚も重ねたものを木槌で叩いて大きな布状にする。できた布は黒や茶色の染料と使って型染めや手描きで伝統的な幾何学模様に染め上げられ、できあがった作品はンガトゥ（ngatu）と呼ばれ、婚礼や葬儀の貴重な贈答品になり、掛け布、間仕切りに使われる。
煙などにも強い植物であるため、中国では工場や鉱山の緑化に用いられる。
葉はブタ、ウシ、ヒツジ、シカなどの飼料（飼い葉）とする。

## 文化
カジノキは神道では神聖な樹木のひとつであり、諏訪神社などの神紋や日本の家紋である梶紋の紋様としても描かれている。また、昔は七夕飾りの短冊の代わりとしても使われた。